# Air (EP)
Air är en EP-skiva av den sydkoreanska sångerskan Yeji från Itzy och hennes debutskiva som soloartist. Den gavs ut genom JYP Entertainment den 10 mars 2025. EP:n består av fyra spår; "Air", "Invasion", "Can't Slow Me, No" och "258". Titelspåret släpptes som singel samma dag som EP:n.
Air nådde som bäst tredje plats på koreanska Circle Chart.

## Låtlista
| Nr           | Titel             | Text                                                                            | Musik                                                     | Arrangemang                       | Längd |
| ------------ | ----------------- | ------------------------------------------------------------------------------- | --------------------------------------------------------- | --------------------------------- | ----- |
| 1.           | Air               | J.Y. Park "The Asiansoul" Yeji Bang Hye-hyun ( Jam Factory ) 3! (Lalala Studio) | G'harah "PK" Degeddingseze Tricia Battani Kirsten Collins | Degeddingseze                     | 3:15  |
| 2.           | Invasion          | Danke (Lalala Studio)                                                           | Degeddingseze Battani Collins                             | Degeddingseze                     | 2:48  |
| 3.           | Can't Slow Me, No | Noday                                                                           | Woo Min Lee "Collapsedone" Justin Reinstein Anna Timgren  | Collapsedone Reinstein            | 2:59  |
| 4.           | 258               | Ryan S. Jhun JQ                                                                 | Jhun Sorana Jaro Omar Inverness Ferras                    | Jhun Inverness Ferras Sorana Omar | 3:13  |
| Total längd: | Total längd:      | Total längd:                                                                    | Total längd:                                              | Total längd:                      | 12:15 |